# Pyréolophore

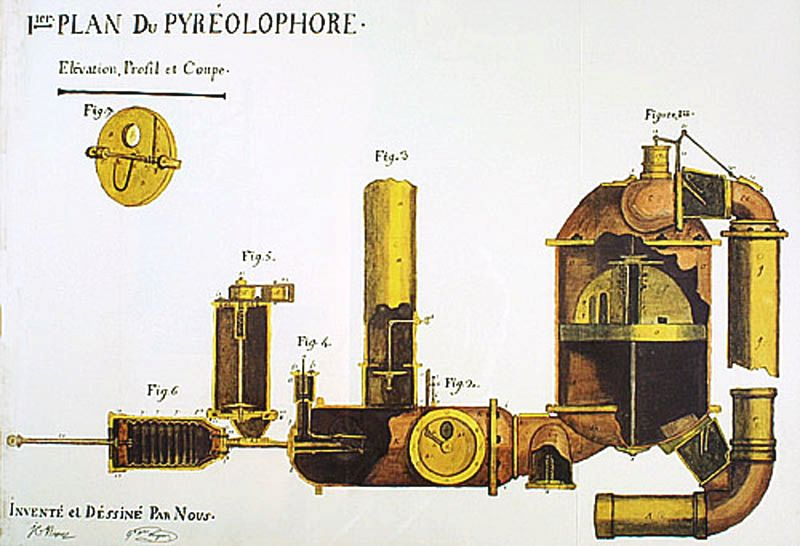
Schéma du premier moteur à combustion interne, le pyréolophore (1806), dessiné par les frères Niépce.

Le pyréolophore (Pyr : feu ; eolo : vent et phore : je porte/produis) est l'un des premiers prototypes de moteurs à combustion interne dont l'amélioration progressive a permis le développement de ce type de moteur, dont celui mis au point par Rudolf Diesel.

## Histoire
Il est développé conjointement par Claude Niépce et son frère Nicéphore, l'inventeur de la photographie.
En 1807, les frères Niépce voient leurs recherches couronnées de succès. Ils obtiennent en effet, pour une période de dix années, un brevet d’invention de la part de l’Empereur des Français pour leur moteur. Afin d’en assurer la mise au point, ils construisent une maquette de bateau et lui font remonter le courant de la Saône, leur moteur assurant la propulsion en aspirant puis en refoulant l'eau.
Nicéphore et Claude continuent à améliorer leur pyréolophore. Le 24 décembre 1807, ils avertissent Lazare Carnot qu’ils ont obtenu une poudre très inflammable en mélangeant une partie de résine avec neuf parties de houille. Mais en 1816, les progrès n’ont pas été suffisants pour que les Niépce puissent obtenir quelques subsides de leur invention. L’expiration du brevet approchant et contraint de recourir à un emprunt hypothécaire, Claude décide de se rendre seul à Paris puis en Angleterre, dans l’espoir d’y exploiter le moteur,. Des licences d'exploitation sont certes obtenues auprès du roi George III mais, devant le manque de clarté des explications techniques et un emprunt en 1819, le projet « tourne au cauchemar ». Nicéphore demande à Claude de rentrer en France pour se consacrer totalement à ses recherches qui aboutiront à la photographie.  
Un pyréolophore reconstitué est visible depuis 2007 — année du bicentenaire de l'invention — à la Maison Nicéphore Niepce de Saint-Loup-de-Varennes. En 2017, à l'initiative de Manuel Bonnet et de Jean-Louis Bruley, un modèle à sa taille d'origine a été réalisé. Il est exposé depuis septembre 2018 au musée des Arts et Métiers à Paris.

## Fonctionnement
La description de l'époque précise qu'il s'agit d'« un récipient de cuivre bien clos, au centre duquel on portait subitement la flamme très vive émanant des spores du lycopode ». Le pyréolophore est cité dans un rapport lu à l'Académie des sciences du 15 décembre 1806 par Lazare Carnot qui conclut : 

« Messieurs Niepce, par leur moyen et sans aucune intervention de l'eau en nature, sont parvenus à occasionner dans un espace déterminé des commotions si fortes que les effets paraissent en être comparables à ceux de la machine à vapeur ou pompe à feu ordinaire. »

Le pyréolophore est ainsi un moteur à air dilaté par la chaleur. Il s'apparente aux machines à vapeur mais il n'utilise pas uniquement le charbon comme source de chaleur et, surtout, repose sur un principe de combustion interne au moteur. Dans un premier temps, les frères Niépce optent pour une poudre constituée des spores d’une plante de l'ordre des lycopodiales, puis dans un second temps, pour un mélange de charbon et de résine, additionné à du pétrole.